# Austin Spurs 2014-2015
La stagione 2014-15 degli Austin Spurs fu la 14ª nella NBA D-League per la franchigia.
Gli Austin Spurs vinsero la Southwest Division con un record di 32-18. Nei play-off vinsero la semifinale di conference con i Bakersfield Jam (2-1) perdendo poi la finale di conference con i Santa Cruz Warriors (2-1).

## Roster
| N° | Naz.                   | Ruolo | Sportivo          | Anno | Alt. | Peso |
| -- | ---------------------- | ----- | ----------------- | ---- | ---- | ---- |
| 7  | Stati Uniti (bandiera) | G     | Bryce Cotton      | 1992 | 183  | 74   |
| 9  | Stati Uniti (bandiera) | G     | Devondrick Walker | 1992 | 196  | 93   |
| 14 | Stati Uniti (bandiera) | G     | Greg Gantt        | 1991 | 188  | 93   |
| 14 | Stati Uniti (bandiera) | A     | Trey Gilder       | 1985 | 206  | 84   |
| 14 | Stati Uniti (bandiera) | G     | Armon Johnson     | 1989 | 191  | 88   |
| 15 | Stati Uniti (bandiera) | A     | Erik Murphy       | 1990 | 208  | 109  |
| 16 | Stati Uniti (bandiera) | G     | Orlando Johnson   | 1989 | 196  | 100  |
| 16 | Stati Uniti (bandiera) | G     | Russell Robinson  | 1986 | 185  | 86   |
| 17 | Stati Uniti (bandiera) | G     | Jonathon Simmons  | 1989 | 198  | 88   |
| 18 | Stati Uniti (bandiera) | G     | Mfon Udofia       | 1990 | 188  | 88   |
| 19 | Stati Uniti (bandiera) | GA    | Jarell Eddie      | 1991 | 201  | 100  |
| 20 | Stati Uniti (bandiera) | A     | Josh Davis        | 1991 | 203  | 98   |
| 20 | Stati Uniti (bandiera) | A     | Travis McKie      | 1992 | 201  | 100  |
| 21 | Stati Uniti (bandiera) | A     | Khyle Marshall    | 1992 | 198  | 98   |
| 21 | Stati Uniti (bandiera) | GA    | Jeff Taylor       | 1989 | 201  | 102  |
| 22 | Stati Uniti (bandiera) | A     | Keith Wright      | 1989 | 203  | 109  |
| 23 | Stati Uniti (bandiera) | A     | Kyle Anderson     | 1993 | 206  | 107  |
| 24 | Stati Uniti (bandiera) | A     | Richard Howell    | 1990 | 203  | 113  |
| 24 | Stati Uniti (bandiera) | AC    | Adreian Payne     | 1991 | 208  | 111  |
| 32 | Stati Uniti (bandiera) | A     | JaMychal Green    | 1990 | 203  | 103  |
| 32 | Senegal (bandiera)     | C     | Saer Sene         | 1986 | 211  | 104  |

## Staff tecnico
- Allenatore: Ken McDonald
- Vice-allenatori: Jason Fraser, Mike Miller, Earl Watson
- Preparatore atletico: Keith Abrams